# Румен Луканов
Румен Вълчев Луканов (роден на 27 февруари 1964 г.) е български телевизионен водещ.

## Кариера
Румен Луканов нашумява през първото десетилетие на 21 век в „Сблъсък“ по bTV. Там често се явява на ринга в мистериозен образ – с черен костюм и тъмни очила, а ролята му е да се скара с участниците. Преди това е бил водещ и продуцент на „Супертелемаркет“ по 7 дни ТВ, както и на няколко телевизионни игри по различни кабелни телевизии. Работи зад кадър в „Супершоу Невада“ и други тв предавания.
От септември 2005 г. до януари 2018 г. е известен най-вече в ролята си на водещ на телевизионната игра „Сделка или не“, излъчвана по Нова телевизия.

## Сделка или не
От септември 2005 г. е водещ на играта „Сделка или не“ по Нова телевизия. Негов асистент и впоследствие ко-водещ е Жасмина Тошкова. Предаването е формат на фирмата Endemol, която е автор на Биг Брадър – в България това е единственото шоу, в което участникът разчита само на късмета си. След четвъртия си сезон (2008 – 2009) играта временно спира, завръщайки се на екран на 6 септември 2010 г., като Румен Луканов отново е водещ на шоуто. През 2016 г., предаването е свалено от ефир. След едногодишна пауза шоуто се завръща на 10 септември 2017 г. и приключва през януари 2018 г. Нов сезон започва на 4 септември 2023 г., но с нов водещ – Ненчо Балабанов.

## Колелото на късмета
В паузата между първите две ери на „Сделка или не“, Луканов е водещ на играта „Колелото на късмета“, излъчвана през 2010 г. също по Нова телевизия.

## Странични интереси
В зората на демокрацията известно време е живял в САЩ и там е създал фирма за продажби по Интернет.

## Личен живот
С жена си Ина са колеги. Двамата съпрузи имат синове − Матю и Франк. През 2018 г., след 30-годишен брак, те се развеждат.